# Landesbank Rheinland-Pfalz
Die Landesbank Rheinland-Pfalz (kurz: LRP) mit Sitz in Mainz war die Landesbank des Bundeslandes Rheinland-Pfalz. Die Bank wurde am 1. Juli 2008 durch Staatsvertrag zwischen den Ländern Rheinland-Pfalz und Baden-Württemberg unter Auflösung mit der Landesbank Baden-Württemberg (LBBW) vereinigt. 
Die Rheinland-Pfalz Bank war bis zum 31. März 2019 ein Teil der LBBW. Danach wurde es eingestellt und durch den allgemeinen Auftritt der LBBW ersetzt.

## Geschichte
Die Landesbank und Girozentrale Rheinland-Pfalz wurde am 1. Juli 1958 gegründet. Sie entstand durch den Zusammenschluss der in Kaiserslautern ansässigen Girozentrale Pfalz und Bayerischen Versicherungskammer, der in Koblenz ansässigen Rheinischen Girozentrale und Provinzialbank sowie der in Mainz ansässigen Hessen-Nassauischen Landesbank. Eigentümer der Bank waren zunächst zu je 50 % das Land Rheinland-Pfalz und die Sparkassen in Rheinland-Pfalz.
Das Land Rheinland-Pfalz veräußerte 1992 seinen 50-prozentigen Anteil an der Bank für 750 Millionen DM an die WestLB (37,5 %) und die SüdwestLB (12,5 %), eines der Vorgängerinstitute der LBBW. Die restlichen 50 % hielten zunächst weiterhin die Sparkassen in Rheinland-Pfalz.
1994 beteiligte sich die LRP mit 25 % an der in Mainz gegründeten Westdeutschen ImmobilienBank – gemeinsam mit der WestLB (50 %) und der SüdwestLB (25 %).
Zum 1. Januar 2005 wurde die Bank eine hundertprozentige Tochter der LBBW, nachdem sie ihre Beteiligungen an der Westdeutschen ImmobilienBank an die WestLB abgegeben hatte und die LBS Landesbausparkasse Rheinland-Pfalz abgespalten worden war.
Der Sparkassen- und Giroverband Rheinland-Pfalz wurde im Gegenzug in Höhe von 4,9 % an der LBBW beteiligt und hielt 80 % an der LBS.
Die von da an zunächst als rechtlich selbstständige Tochtergesellschaft der LBBW geführte LRP wurde am 1. Juli 2008 unter Auflösung mit der LBBW verschmolzen. Die LBBW errichtete im Zusammenhang mit der Fusion eine Niederlassung in Mainz, die zum Immobilien-Kompetenzzentrum des LBBW-Konzerns ausgebaut werden soll. Der Standort Mainz wurde zum vierten Hauptsitz der LBBW. Ein kleinerer Teil des bisherigen Geschäfts der LRP, hauptsächlich mit Regionalbezug, wurde nach der Fusion von der LBBW in einer neu gegründeten „Anstalt in der Anstalt“ namens Rheinland-Pfalz Bank bis 31. März 2019 weiterbetrieben. Hierbei handelte es sich allerdings nicht um eine rechtlich selbstständige Bank.

## Geschäftsausrichtung
Die Bank war eine Geschäftsbank in der Rechtsform eines öffentlich-rechtlichen Kreditinstitutes. Insgesamt waren 2006 rund 1.600 Beschäftigte im In- und Ausland tätig. Das Geschäftsvolumen betrug 2006 84,7 Milliarden Euro.
Die LRP war als Geschäftsbank mit Schwerpunkt auf dem Firmenkundengeschäft und spezialisiert auf mittelständische Kunden tätig. Neben dem Kreditgeschäft agierte die Bank als Investmentbank. Weitere Dienstleistungen wurden ab der Übernahme 2008 im Verbund mit der Muttergesellschaft LBBW angeboten. Die LRP ergänzte dadurch in zahlreichen Geschäftsfeldern das Angebot der rheinland-pfälzischen Sparkassen.
Ein weiterer Unternehmensschwerpunkt war das Anlagegeschäft. Als Emissionsinstitut begab sie eigene Pfandbriefe und andere Schuldverschreibungen, verstärkt auch auf den internationalen Kapitalmärkten. Darüber hinaus legten Banken, Versicherungen und andere institutionelle Anleger ihre Gelder als Einlagen kurz- und langfristig bei der LRP an.

## LTH Landestreuhandstelle Rheinland-Pfalz
Im Rahmen ihrer kreditwirtschaftlichen Aufgaben als Staats- und Kommunalbank unterstützte die LRP das Land Rheinland-Pfalz und die Kommunen und übernahm insbesondere bei der Wohnungsbauförderung als Treuhänder die bankwirtschaftliche Bearbeitung. Diese Aufgabe ging am 1. Juli 2008 zunächst auf die LBBW über.
Die Landestreuhandstelle Rheinland-Pfalz (LTH) in Mainz war als Ressort der LRP Landesbank Rheinland-Pfalz rechtlich unselbstständig, aber wirtschaftlich eigenständig. Sie war mit der Aufgabe betraut, die Förderprogramme auf dem Gebiet des Wohnungs- und Städtebaus umzusetzen. Zum 1. Januar 2009 wurde die LTH in eine neu gegründete eigenständige Bank überführt, die Landestreuhandbank Rheinland-Pfalz.

## Organisation
Organe der LRP waren die Trägerversammlung, der Verwaltungsrat und der Vorstand.

### Vorstandsvorsitzende
- Wilhelm Steinlein (1. Juli 1958 bis 31. Dezember 1969)
- Paul Skonieczny (1. Januar 1970 bis 31. Dezember 1976)
- Erwin Sinnwell (1. Januar 1977 bis 30. Juni 1984)
- Paul Wieandt (1. Juli 1984 bis 28. Februar 1990)
- Klaus G. Adam (1. März 1990 bis 31. Dezember 2004)
- Friedhelm Plogmann (1. Januar 2005 bis 30. Juni 2008)

## Unternehmensgruppe
In Luxemburg war die LRP neben einer eigenen Niederlassung über ihre 100%ige Tochtergesellschaft LRI Landesbank Rheinland-Pfalz International S. A. vertreten. Seit dem 1. Juli 2008 ist die LRI eine 100%ige Tochter der Landesbank Baden-Württemberg. Seit 1. September 2008 firmiert sie als LBBW Luxemburg S.A.
Die Unternehmensgruppe der Landesbank Rheinland-Pfalz bestand zum 30. Juni 2008 aus:
- LRI Landesbank Rheinland-Pfalz International S.A., Luxemburg
- LRP Capital GmbH
- LTH Landestreuhandstelle Rheinland-Pfalz
- DMI Deutsche Mittelstandsinformatik GmbH

## Kulturelles Engagement
Ab 1964 gab die Landesbank »Lebendiges Rheinland-Pfalz« eine Zeitschrift für Kultur und Geschichte heraus, die interessante Perspektiven aus Kultur und Geschichte des Landes aufzeigen und wach halten soll. Laut Eigenvorstellung ist sie „für die Freunde der Landesbank Rheinland-Pfalz gedacht“. Der Druck erfolgte bei H. Schmidt in Mainz.